# Театр де Иль (Нумеа)
Театр де Иль является самым важным театром в Нумеа и Новой Каледонии, расположен в районе Нувилля и размещается в старом здании тюрьмы XIX века.

## Истоки строительства и трансформации
Здание, в котором находилось нынешнее здание тюрьмы, строилось в 1875 году с целью сделать его церковью на острове Ноу в порту Нумеа. Работа, после многих задержек, особенно из-за циклона в 1880 году, заканчивается в 1886 году, но незавершенное здание вместо того, чтобы стать местом поклонения, служит мастерской по пошиву и ремонту обуви. Тюремная администрация, затем продовольственный магазин и, наконец, склад.
После решения, принятого в 1897 году, об упразднении тюрьмы до 1927 года, здание стало рассадником шелковичных червей между 1920 и 1926 годами, а затем бальным залом. В 1930-х годах он был заброшен после циклона, который повредил его крышу, между 1933 и 1941 годами.
С расширением автономного порта Нумеа за счет строительства мест, завоеванных над морем в 1970-х годах, остров Ноу соединяется с остальной частью города и становится «искусственным полуостровом», переименованным в Нувиль. Развиваются туристические, культурные или образовательные мероприятия.
Наиболее важным преобразованием между 1994 и 2000 годами и перенесен в 1998 году из наследия Южной провинции в город Нумеа. Таким образом, он становится полноценным, крытым театром, к которому прикреплены акустические и современные технические инсталляции.
Официально он был открыт 28 сентября 2000 года мэром Нумеа Жаном Лекесом.

## Услуги
Театр включает в себя комнату на 356 мест и бар с закусками.